# Авл Постумий Альбин Региллен (военный трибун 381 года до н. э.)
Авл Постумий Альбин Региллен (лат. Aulus Postumius Albinus Regillensis; V—IV века до н. э.) — римский политический деятель из патрицианского рода Постумиев, военный трибун с консульской властью в 381 году до н. э.
Командование в единственной происходившей в 381 году до н. э. войне (с вольсками) сенат в экстраординарном порядке поручил одному из коллег Постумия — Марку Фурию Камиллу. О деятельности Авла Постумия ничего не известно.